# U.S. Virgin Islands Championship
Il U.S. Virgin Islands Championship è la massima competizione calcistica delle Isole Vergini Americane.
Ci sono due competizioni che si disputano nello Stato: la St. Croix League e la St. Thomas League.
Il campione delle Isole Vergini americane è deciso attraverso un torneo ad eliminazione diretta a cui partecipano le prime due classificate di ogni campionato.

## Squadre partecipanti
Stagione 2024.

### St. Croix League
- Helenites
- Prankton United
- Rovers
- Unique Tropical

### St. Thomas League
- LRVI
- Massey SA
- New Vibes
- Raymix
- United We Stand

## Albo d'oro
- 1997-1998:  MI Roc Masters
- 1999-2000:  UWS Upsetters
- 2000-2001:  UWS Upsetters
- 2001-2002:  Haitian Stars
- 2002-2003:  Waitikubuli United
- 2003-2004: non disputato
- 2004-2005:  Positive Vibes
- 2005-2006:  New Vibes
- 2006-2007:  Helenites
- 2007-2008:  Positive Vibes
- 2008-2009:  New Vibes
- 2009-2010: non disputato
- 2010-2011: sospeso
- 2011-2012:  Helenites
- 2012-2013:  New Vibes
- 2013-2014:  Helenites
- 2014-2015: Helenites
- 2015-2016:  Raymix
- 2016-2017:  Raymix
- 2017-2018:  Raymix

### Premier League
- 2018-2019:  Helenites
- 2019-2020: sospeso
- 2020-21: non disputato

### Association Club Championship
- 2022-2023:  New Vibes
- 2024:  Rovers

## Vittorie per squadra
| Squadra            | Vittorie | Stagioni vittorie            |
| ------------------ | -------- | ---------------------------- |
| Helenites          | 5        | 2007, 2012, 2014, 2015, 2019 |
| New Vibes          | 4        | 2006, 2009, 2013, 2023       |
| Raymix             | 3        | 2016, 2017, 2018             |
| UWS Upsetters      | 2        | 2000, 2001                   |
| Positive Vibes     | 2        | 2005, 2008                   |
| MI Roc Masters     | 1        | 1998                         |
| Haitian Stars      | 1        | 2002                         |
| Waitikubuli United | 1        | 2003                         |
| Rovers             | 1        | 2024                         |